# Jacinda Ardern
Jacinda Kate Laurell Ardern, född 26 juli 1980 i Hamilton, Nya Zeeland, är en nyzeeländsk politiker som var Nya Zeelands premiärminister från 2017 till 2023. Hon är den yngsta premiärministern i landets historia.

## Biografi
Sedan 2008 är hon ledamot av Nya Zeelands parlament för New Zealand Labour Party. 2014 rankades hon som nummer 9 i partiets skuggregering. Ardern var ordförande för IUSY (International Union of Socialist Youth) 2008–2010.
I en intervju 2011 sade hon att hennes politiska förebild är den tidigare premiärministern Helen Clark.
Efter parlamentsvalet tillkännagavs det den 19 oktober 2017 att Ardern skulle bli Nya Zeelands nya premiärminister. Detta efter att hon hade varit partiordförande i tre månader. Hon tillträdde ämbetet den 26 oktober. Hon blev därmed Nya Zeelands näst yngsta premiärminister dittills, efter Edward Stafford som dock var premiärminister när Nya Zeeland var en brittisk koloni.
Ardern har kritiserat marknadsekonomin och efterlyst bättre framstegsindikatorer än bruttonationalprodukt.
Den 19 januari 2023 tillkännagav Ardern att hon beslutat sig för att inte fortsätta som premiärminister och partiledare. Hon efterträddes av Chris Hipkins på båda positionerna veckan efter sitt tillkännagivande.

## Privatliv
Arderns partner är TV-presentatören Clarke Gayford. 2019 rapporterades att de var förlovade. Den 21 juni 2018 födde Ardern en dotter.

### Om Ardern
- Vani, Supriya; Harte Carl A (2021) (på engelska). Jacinda Ardern: leading with empathy. London: Oneworld. Libris k161bgnthk5bbwn3. ISBN 9780861540303

### Av Ardern
- (på engelska) A Different Kind of Power. PAN MACMILLAN. 2025. Libris bwr6nlrp8fq5xnr9. ISBN 9781035045402